# NSG Vogelfreistätte Lebrader Teich
NSG Vogelfreistätte Lebrader Teich este o arie protejată (arie specială de conservare — SAC, sit de importanță comunitară — SCI) din Germania întinsă pe o suprafață de 144 ha, integral pe uscat.

## Localizare
Centrul sitului NSG Vogelfreistätte Lebrader Teich este situat la coordonatele 54°13′15″N 10°26′09″E / 54.2208°N 10.4358°E.

## Înființare
Situl NSG Vogelfreistätte Lebrader Teich a fost declarat sit de importanță comunitară în august 2000 pentru a proteja 1 specie de animale. Situl a fost protejat și ca arie specială de conservare în ianuarie 2010.

## Biodiversitate
Situată în ecoregiunea continentală, aria protejată conține 3 habitate naturale: Lacuri eutrofice naturale cu vegetație de tip Magnopotamion sau Hydrocharition, Mlaștini turboase de tranziție și turbării mișcătoare, Mlaștini împădurite.
La baza desemnării sitului se află o specie protejată de  amfibieni: buhai de baltă cu burta roșie (Bombina bombina).
Pe lângă speciile protejate, pe teritoriul sitului au mai fost identificate 1 specie de amfibieni.